# アーロン・クリックステイン
アーロン・クリックステイン（Aaron Krickstein, 1967年8月2日 - ）は、アメリカ・ミシガン州アナーバー出身の元男子プロテニス選手。1989年の全米オープンと1995年の全豪オープンで、2度4大大会の男子シングルス準決勝に進出した実力者である。シングルス自己最高ランキングは6位。ATPツアーでシングルス9勝を挙げた。身長182cm、体重72kg、右利き。クリックステインは現役時代、ステファン・エドベリ・イワン・レンドルやアンドレ・アガシとの対戦が多かった。
1983年にプロ入りし、同年の全米オープンで4大大会にデビュー。クリックステインは1回戦でいきなりステファン・エドベリを破って波に乗り、3回戦でもビタス・ゲルレイティスを破って注目を集め、当年度の全仏オープン優勝者ヤニック・ノアとの4回戦まで進出した。1ヶ月後の10月第2週にイスラエル・テルアビブ大会にて、「16歳2ヶ月13日」でプロ初優勝を達成。これは今日に至るまで、男子プロテニス協会ツアー大会の最年少優勝記録として残っている。1985年にクリックステインは初めて男子テニス国別対抗戦・デビスカップのアメリカ代表選手に選ばれ、「ワールドグループ」1回戦の対日本戦で白石正三と丸山薫の両選手を破った。1987年後半に左脛骨の骨折で戦線を離脱したこともあるが、1988年に初めて全米オープンの準々決勝に勝ち上がり、同じアメリカのダレン・カーヒルにフルセットで惜敗する。1989年にクリックステインはキャリアの最盛期を迎え、全米オープンで自己最高の準決勝進出を果たすが、第2シードのボリス・ベッカーに 4-6, 3-6, 4-6 のストレートで完敗した。全米オープン4強進出の後、10月に日本の「セイコー・スーパー・テニス」で優勝する。セイコーでのクリックステインは準決勝でステファン・エドベリを 2-6, 7-6, 7-6 の逆転で破った後、決勝でカール・ウーベ＝シュテープ（西ドイツ）に 6-2, 6-2 で圧勝した。
この後、アメリカの男子プロテニス界はアンドレ・アガシ、ピート・サンプラス、ジム・クーリエといった若手選手の活躍で盛り上がるようになり、先輩選手のクリックステインはやや影の薄い存在になった。デビスカップでも1990年の「ワールドグループ」準々決勝を最後に、アメリカ代表選手としての起用がなくなってしまう。1990年は4月の「サントリー・ジャパン・オープン」でステファン・エドベリに敗れた準優勝があった。全米オープンの4強進出から6年後、1995年の全豪オープンでクリックステインは2度目の4大大会準決勝進出を果たす。この時は世界ランキング45位のノーシード選手に落ちていたが、クリックステインは3回戦でペトル・コルダ、4回戦でステファン・エドベリ、準々決勝でヤッコ・エルティンを破って勝ち進んだ。6年ぶりの大舞台で、クリックステインは親友のアンドレ・アガシと対戦中に 4-6, 4-6, 0-3 で途中棄権を余儀なくされた。全米オープンや全豪オープンに比べると、ウィンブルドンはあまり得意ではなかったクリックステインだが、1995年ウィンブルドンではエフゲニー・カフェルニコフとの4回戦まで勝ち進んでいる。1996年全豪オープンの1回戦敗退が、彼の最後の4大大会出場となった。1996年4月、クリックステインはアメリカ・ミシガン州ウェスト・ブルームフィールド大会の1回戦敗退を最後に現役を引退した。
2007年の「クラフト・ナビスコ選手権」優勝者になった女子プロゴルファーのモーガン・プレッセルは、クリックステインの姪にあたる。2001年の全米女子オープンゴルフで、当時12歳のプレッセルが初めて予選会を通過した時、おじのクリックステインがプレッセルのゴルフバッグをかついだ場面が話題になった。